# Філіп Кроузер
Філіп Кроузер (англ. Philip Crowther, 1981 р.н.) — британсько-німецько- люксембурзький журналіст, відомий як поліглот. Вільно володіє французькою, іспанською, португальською, англійською, німецькою та люксембурзькою мовами. Він є кореспондентом Білого дому для телеканалу France 24, міжнародним афілійованим кореспондентом Associated Press, а також членом Асоціації кореспондентів Білого дому.

## Раннє життя та освіта
Кроузер народився в Люксембурзі в сім'ї батька-британця і матері-німкені. Його батько розмовляв з ним лише англійською, а мати — лише німецькою. Здобув освіту в Люксембурзі, тому вільно володіє всіма чотирма мовами: французькою, німецькою, англійською та люксембурзькою. У 14 років він почав вивчати іспанську через інтерес до іспанського футболу. Після закінчення середньої школи він поїхав до Барселони, де вивчив трохи каталонської. Португальську мову він вивчав, будучи студентом Кінгс-коледжу в Лондоні, який закінчив за спеціальністю іспаномовні дослідження.

## Кар'єра
2021 року, у річницю вбивства Джорджа Флойда, Кроузер вів прямий ефір з місця вбивства, коли почалася стрілянина. Сам репортер не постраждав.
У 2022 році стало вірусним відео Кроузера, який висвітлює російсько-український конфлікт шістьма різними мовами з Києва.